# 无产者社
无产者社是中国历史上的一个托洛茨基主义组织。

## 历史
1927年，中国共产党的势力被蒋介石、汪精卫等人清除出中国国民党。1929年，托洛茨基关于中国革命的理论和策略传到中国。1929年7月，“中东路事件”爆发。以此为契机，陈独秀在七八月间给中共中央写了三封信，公开批评中共“武装保卫苏联”等政策方针，要求党中央接受托派路线，抛弃中共六大路线。10月10日陈独秀与彭述之致信中央：“你们说我们是反对派，不错，我们是反对派；我们的党此时正需要反对派。”10月25日，中共江苏省委与上海各区党团书记召开联席会议，决定开除彭述之等人的党籍。没有将陈独秀先开除出党。得知江苏省委决议后，陈独秀与彭述之于10月26日联名致信中央，对中央的警告进行反击。1929年11月25日，中共中央政治局作出《中共中央关于开除陈独秀党籍并批准江苏省委开除彭述之、汪泽楷、马玉夫、蔡振德四人党籍的决议案》：“这充分证明陈独秀彭述之等已经决心离开革命，离开无产阶级，客观上就是已经开始转变他们的历史行程走向反革命方面去了……”。
1929年12月15日，陈独秀、彭述之等人召开全体会议，发表《我们的政治意见书》（八十一人声明），选举出“中国共产党左派反对派”的常务委员会，有陈独秀、彭述之、尹宽、马玉夫、杜培之等。总书记陈独秀，秘书长陈季严（后为何资深）。1930年3月1日，创办《无产者》机关刊物。因此该组织被称为“无产者社”。 
1931年5月1日－3日，在陈独秀的号召下，无产者社与中国布尔什维克列宁主义反对派、十月社、战斗社等4个托派组织在上海召开统一大会，合并为“中国共产党左派反对派”，陈独秀出任总书记。